# Garešnički Brestovac
Garešnički Brestovac – wieś w Chorwacji, w żupanii bielowarsko-bilogorskiej, w mieście Garešnica. W 2011 roku liczyła 908 mieszkańców.